# Nacionalno prvenstvo ZDA 1933
Nacionalno prvenstvo ZDA 1933 v tenisu.

## Moški posamično
Fred Perry :  Jack Crawford  6-3 11-13 4-6 6-0 6-1

## Ženske posamično
Helen Jacobs :  Helen Wills Moody  8-6, 3-6, 3-0, pred.

## Moške dvojice
George Lott /  Lester Stoefen :  Frank Shields /  Frank Parker 11–13, 9–7, 9–7, 6–3

## Ženske dvojice
Betty Nuthall /  Freda James :  Helen Wills Moody /  Elizabeth Ryan b.b.

## Mešane dvojice
Elizabeth Ryan /  Ellsworth Vines :  Sarah Palfrey /  George Lott 11–9, 6–1